# Alfons Velz
Alfons Velz (* 21. April 1951 in Büllingen) ist ein belgischer Politiker der freien Bürgerliste ProDG („Pro Deutschsprachige Gemeinschaft“). Seit 2009 ist er Mitglied des Parlaments der Deutschsprachigen Gemeinschaft und seit 2011 Fraktionsvorsitzender von ProDG.

## Leben
Alfons Velz studierte Germanistik (Master) an der Universität Lüttich (AESS).
Von 1973 bis 2011 arbeitete er als Oberstufenlehrer (Studienrat) für Deutsch, Englisch, Geschichte, Kunstgeschichte und Informatik an der Bischöflichen Schule St. Vith.
In seiner Freizeit engagiert er sich in kirchlichen, gesellschaftlichen und kulturellen Gremien; von 1980 bis 2011 war er Sekretär der Kirchenfabrik Mürringen-Hünningen und von 1990 bis 2010 Sekretär und Präsident des Aero- und Modellclubs Feuervogel Büllingen. Er ist Mitgründer des Fördervereins der Bischöflichen Schule St. Vith und der freien Bürgerliste ProDG.
Alfons Velz führt seit 1973 Regie im Theaterverein Mürringen und bis 2002 in der Kindertheatergruppe „Theaterkiste“. Seit 2003 ist er Regisseur der Passionsspiele Schönberg. Velz ist verheiratet und hat drei Kinder.

## Aufgaben im DG-Parlament
- Mitglied des Ausschusses I für Allgemeine Politik, Petitionen, Finanzen und Zusammenarbeit
- Mitglied des Kontrollausschusses (Kontrolle der öffentlichen Mitteilungen der Behörden der Deutschsprachigen Gemeinschaft, der Wahlausgaben, der ergänzenden Parteienfinanzierung, die Überwachung der Regelung in Sachen Ämter- und Entschädigungsbegrenzung, die Streitfälle in Sachen Hinterlegungspflicht der Liste aller Mandate und Funktionen bzw. Vermögenserklärung)
- Stellvertretendes Mitglied des Ausschusses III für Unterricht Ausbildung und Erwachsenenbildung
- Stellvertretendes Mitglied des Ausschusses IV für Gesundheit und Soziales
- Fraktionsvorsitzender[1]